# Gumyōji (metropolitana di Yokohama)
Gumyōji (弘明寺駅?, Gumyōji-eki) è una stazione della metropolitana di Yokohama che si trova nel quartiere di Minami-ku a Yokohama, ed è servita dalla linea blu, che ha sostituito l'omonima fermata del tram di Yokohama, soppresso nel 1968.

## Linee
Metropolitana di Yokohama
 Linea blu (linea 4)

## Struttura
La stazione è realizzata sottoterra, e possiede due marciapiedi laterali con due binari passanti protetti da porte di banchina a mezza altezza.
| 1 | Linea blu |  | per Kami-Ōoka e Shōnandai           |
| 2 | Linea blu |  | per Yokohama, Center-Kita e Azamino |

## Stazioni adiacenti
| «         | Servizio  | »         |
| Linea Blu | Linea Blu | Linea Blu |
| --------- | --------- | --------- |
| Maita     | -         | Kami-Ōoka |